# Tascabili Super Omnibus
I Tascabili Super Omnibus sono stati una collana editoriale di narrativa fantastica pubblicata in Italia da Editrice Nord dal 1991 al 1994, per un totale di 8 uscite.

## Storia editoriale
Sin dalla sua fondazione nel 1970 Editrice Nord aveva importato in Italia i maggiori autori anglofoni di fantasy e fantascienza attraverso le collane Cosmo Argento, Cosmo Oro, Arcano e Fantacollana, un cui tratto distintivo era la foliazione tascabile associate a una copertina cartonata; ad esse andavano poi aggiunte le linee minori SF Narrativa d'anticipazione, che proponeva opere sperimentali in brossura tascabile, e Grandi Opere Nord, dedicata invece alle antologie di narrativa breve in grande formato cartonato. All'alba degli anni Novanta l'azienda aveva ormai assemblato un catalogo di dimensioni ragguardevoli e nel 1989 aveva avviato la nuova collana Narrativa Nord, che doveva proporre in egual misura ristampe di grandi successi passati e novità miscellanee; i volumi di Narrativa Nord erano però di dimensioni ragguardevoli, dunque il direttore editoriale Gianfranco Viviani volle lanciare sul mercato anche una proposta complementare di volumi tascabili, che ricevette il nome collettivo di Tascabili Nord e fu articolata in quattro sotto-collane parallele: Tascabili Fantascienza, Tascabili Fantasy, Tascabili Omnibus e Tascabili Super Omnibus. Ciascuna delle quattro selezioni presentava una veste grafica specifica e una propria numerazione, ma le rispettive uscite si alternavano con regolarità e presentavano anche una numerazione continuativa, a rimarcare l'unità del progetto.
A differenza della altre tre sotto-collane, i Tascabili Super Omnibus non adottarono mai una linea editoriale chiara e coerente: le prime due uscite ristamparono delle antologie di racconti brevi curate da Sandro Pergameno per le Grandi Opere Nord; la terza e la quarta raccolsero in volume unico delle saghe fantascientifiche pubblicate originariamente per singoli romanzi entro Cosmo Argento – il che però era la funzione precipua dei Tascabili Omnibus; le ultime quattro uscite riproposero la dodecalogia di Conan il cimmero, originariamente pubblicata per volumi singoli entro Arcano e Fantacollana e già ristampata in due omnibus cartonati entro le Grandi Opere Nord. 
I Tascabili Super Omnibus vennero chiusi nell'inverno 1994, contemporaneamente ai Tascabili Omnibus e circa sei mesi prima dei Tascabili Fantasy; i Tascabili Fantascienza avrebbero continuato a operare, con interruzioni e cadenza irregolare, sino al 1998. 
Per tutta la sua attività la collana utilizzò una rilegatura in brossura e una foliazione da 195 x 124 mm; le sue copertine presentavano una cornice rossa attorno all'illustrazione centrale e un riquadro nero nell'angolo superiore destro, contenente il logo "Tascabili Nord Super Omnibus" stampato in bianco e giallo.

## Elenco delle pubblicazioni
La numerazione delle uscite indica per prima la cifra specifica dei Tascabili Super Omnibus, per seconda quella del conteggio trasversale a tutti i Tascabili Nord.
| Numero | Numero | Autore                                            | Titolo                                 | Note | Anno          |
| ------ | ------ | ------------------------------------------------- | -------------------------------------- | --- | ------------- |
| 1      | 6      | Sandro Pergameno (curatore)                       | I guerrieri delle galassie             | Raccolta originale di diciannove racconti e tre romanzi brevi di genere space opera. | Luglio 1991   |
| 2      | 12     | Sandro Pergameno (curatore)                       | I Premi Hugo 1976-1983                 | Raccolta originale delle opere insignite del Premio Hugo fra 1976 e 1983, comprende otto romanzi brevi e undici fra racconti lunghi e brevi. | Ottobre 1991  |
| 3      | 23     | Jack Vance                                        | Il mondo di Durdane                    | Raccolta completa della trilogia di Durdane: 1. Il mondo di Durdane 2. Il popolo di Durdane 3. Asutra | Marzo 1992    |
| 4      | 31     | Alan Dean Foster                                  | Il pianeta dei ghiacci. Ciclo completo | Raccolta completa della trilogia del Pianeta dei ghiacci: 1. Il pianeta dei ghiacci 2. Missione a Moulokin 3. L'inferno tra i ghiacci | Giugno 1992   |
| 5      | 51     | Robert E. Howard, L. Sprague de Camp e Lin Carter | Conan il Cimmero                       | Omnibus del primo, secondo e terzo volume della saga di Conan il Cimmero, nella versione rimaneggiata ed espansa da de Camp e Carter: 1. Conan!. Raccolta di sette racconti. 2. Conan di Cimmeria. Raccolta di otto racconti. 3. Conan il Pirata. Raccolta di cinque racconti. | Giugno 1993   |
| 6      | 60     | Robert E. Howard, L. Sprague de Camp e Lin Carter | Conan l'avventuriero                   | Omnibus del quarto, quinto e sesto volume della saga di Conan il Cimmero, nella versione rimaneggiata ed espansa da de Camp e Carter: 1. Conan lo zingaro. Raccolta di un romanzo breve e quattro racconti. 2. Conan l'Avventuriero. Raccolta di un romanzo breve e tre racconti. 3. Conan il bucaniere. Romanzo "apocrifo" composto da de Camp e Carter.                                  | Novembre 1993 |
| 7      | 66     | Robert E. Howard, L. Sprague de Camp e Lin Carter | Il Regno di Conan                      | Omnibus del settimo, ottavo e nono volume della saga di Conan il Cimmero, nella versione rimaneggiata ed espansa da de Camp e Carter: 1. Conan il Guerriero. Raccolta di due romanzi brevi e un racconto. 2. Conan l'usurpatore. Raccolta di un romanzo breve e tre racconti. 3. Conan il conquistatore. Romanzo "canonico" composto da Howard.                                            | Giugno 1994   |
| 8      | 69     | Björn Nyberg, L. Sprague de Camp e Lin Carter     | L'era hyboriana di Conan               | Omnibus del decimo, undicesimo e dodicesimo volume della saga di Conan il Cimmero, nella versione rimaneggiata ed espansa da de Camp e Carter: 1. Conan il vendicatore. Romanzo "apocrifo" composto da Nyberg e de Camp. 2. Conan di Aquilonia. Fix-up di quattro racconti "aprocifi" composti da de Camp e Carter. 3. Conan delle Isole. Romanzo "apocrifo" composto da de Camp e Carter. | Ottobre 1994  |